# Magvető (album)
A Magvető a Dalriada együttes 2025-ben megjelent, folk-metal stílusú albuma. A lemezen kilenc dal kapott helyet. Ez a kezdeteket idéző stílusban készült riffelős-metalos anyag lett. Ez az utolsó album Szabó Gergely "Szög" billentyűssel, aki 2025 nyarán távozott a csapatból.

## Az album dalai
1. Világos
2. Jó remény
3. Magvető
4. Igyál betyár
5. Vér a véredből
6. Holló
7. Hű szívvel valónak
8. Virágmező
9. Végek éneke

## Közreműködők
- Binder Laura – ének, vokálok, hörgés, kórusok
- Ficzek András – ének, vokálok, kórusok, ritmusgitár
- Németh–Szabó Mátyás – szólógitár
- Sulyok Adrián – basszusgitár
- Szabó Gergely "Szög" – billentyűs hangszerek
- Monostori Ádám "Monesz" – dobok

VENDÉGEK:
- Fajkusz Attila – hegedű, tekerő
- Kovács Gergely – akusztikus gitárok, szóló (Holló, Vér a véredből)
- Cserfalvi Zoltán – szóló (Virágmező)

KÓRUSOK:
- Lakihegyi Detre
- Ficzek András Ferenc
- Binder Laura
- Ficzek András